# Касдаглис, Дионисиос
Диони́сиос Ка́сдаглис (греч. Διονύσιος Κάσδαγλης; 10 октября 1872, Солфорд, Великобритания — 1931) — греко-египетский теннисист, дважды серебряный призёр летних Олимпийских игр 1896.
Касдаглис происходил из египетской семьи, перебравшейся в Великобританию для торговли хлопком. В 1895 году он отправился в Египет для развития семейного бизнеса и оттуда через год попал на Олимпийские игры. Он участвовал в обоих теннисных турнирах Игр — и в одиночном, и в парном.
В первом соревновании Касдаглис обыграл француза Деферта в первом раунде, грека Константиноса Акратопулоса в четвертьфинале и венгра Момчило Тапавицу в полуфинале. В финальной встрече с британцем Джоном Пийем Боландом он проиграл со счётом 0:2.
В парном турнире, Касдаглис выступал с греком Деметриосом Петрококкиносом. В первом раунде они обыграли греков Константиноса Паспатиса и Евангелоса Раллиса, и в полуфинале британца Джорджа Робертсона и австралийца Тедди Флэка. В финале они встречались с Боландом и немцем Фридрихом Трауном.
Результат Касдаглиса в одиночном разряде приписывают греческой сборной, а в парном к египетской, а так как он соревновался с другим греком, то их серебряная медаль приписывается Смешанной команде.